# Chrysso
Genre
Synonymes
- Physcoa Thorell, 1895
- Arctachaea Levi, 1957
- Argyria Yaginuma, 1957 nec Hübner, 1818
- Argyroaster Yaginuma, 1958

Chrysso est un genre d'araignées aranéomorphes de la famille des Theridiidae.

## Distribution
Les espèces de ce genre se rencontrent en Amérique, en Asie et en Europe.

## Liste des espèces
Selon World Spider Catalog (version 25.5, 31/07/2024) :
- Chrysso albomaculata O. Pickard-Cambridge, 1882
- Chrysso alecula Levi, 1962
- Chrysso anei Barrion & Litsinger, 1995
- Chrysso angula (Tikader, 1970)
- Chrysso antonio Levi, 1962
- Chrysso arima Levi, 1962
- Chrysso arops Levi, 1962
- Chrysso backstromi (Berland, 1924)
- Chrysso barrosmachadoi Caporiacco, 1955
- Chrysso bicuspidata B. S. Zhang & F. Zhang, 2012
- Chrysso bifurca B. S. Zhang & F. Zhang, 2012
- Chrysso bimaculata Yoshida, 1998
- Chrysso calima Buckup & Marques, 1992
- Chrysso cambridgei (Petrunkevitch, 1911)
- Chrysso caudigera Yoshida, 1993
- Chrysso compressa (Keyserling, 1884)
- Chrysso cyclocera Zhu, 1998
- Chrysso dentaria Gao & Li, 2014
- Chrysso diplosticha Chamberlin & Ivie, 1936
- Chrysso ecuadorensis Levi, 1957
- Chrysso fanjingshan Song, Zhang & Zhu, 2006
- Chrysso foliata (L. Koch, 1878)
- Chrysso gounellei Levi, 1962
- Chrysso huae Tang, Yin & Peng, 2003
- Chrysso huanuco Levi, 1957
- Chrysso indicifer Chamberlin & Ivie, 1936
- Chrysso intervales Gonzaga, Leiner & Santos, 2006
- Chrysso isumbo Barrion & Litsinger, 1995
- Chrysso lativentris Yoshida, 1993
- Chrysso lingchuanensis Zhu & Zhang, 1992
- Chrysso longshanensis Yin, 2012
- Chrysso mariae Levi, 1957
- Chrysso melba Levi, 1962
- Chrysso nigriceps Keyserling, 1884
- Chrysso nigrosterna Keyserling, 1891
- Chrysso nordica (Chamberlin & Ivie, 1947)
- Chrysso orchis Yoshida, Tso & Severinghaus, 2000
- Chrysso oxycera Zhu & Song, 1993
- Chrysso pelyx (Levi, 1957)
- Chrysso pulchra (Keyserling, 1891)
- Chrysso questona Levi, 1962
- Chrysso rubrovittata (Keyserling, 1884)
- Chrysso sasakii Yoshida, 2001
- Chrysso scintillans (Thorell, 1895)
- Chrysso shantinggui Lin & Li, 2024
- Chrysso sicki Levi, 1957
- Chrysso silva Levi, 1962
- Chrysso simoni Levi, 1962
- Chrysso sulcata (Keyserling, 1884)
- Chrysso tiboli Barrion & Litsinger, 1995
- Chrysso trimaculata Zhu, Zhang & Xu, 1991
- Chrysso trispinula Zhu, 1998
- Chrysso urbasae (Tikader, 1970)
- Chrysso vallensis Levi, 1957
- Chrysso vexabilis Keyserling, 1884
- Chrysso viridiventris Yoshida, 1996
- Chrysso vitra Zhu, 1998
- Chrysso vittatula (Roewer, 1942)
- Chrysso volcanensis Levi, 1962
- Chrysso wangi Zhu, 1998
- Chrysso wenxianensis Zhu, 1998

Selon World Spider Catalog (version 23.5, 2023) :
- † Chrysso conspicua Wunderlich, 1988
- † Chrysso dubia Wunderlich, 1988

## Systématique et taxinomie
Ce genre a été décrit par O. Pickard-Cambridge en 1882 dans les Theridiidae.
Arctachaea et Argyria Yaginuma, 1957, préoccupé par  Argyria Hübner, 1818, remplacé par Argyroaster Yaginuma, 1958 ont été placés en synonymie par Levi et Levi en 1962.
Physcoa a été placé en synonymie par Yoshida en 2001.

## Publication originale
- O. Pickard-Cambridge, 1882 : « On new genera and species of Araneidea. » Proceedings of the Zoological Society of London, vol. 50, no 3, p. 423-442 (texte intégral).